# 鈴木Kei
鈴木Kei（日语：スズキ・Kei）是1998年至2009年間由日本鈴木公司開發製造的輕型運動型多用途車，除了在日本國內市場銷售外，亦曾引進香港。其雙生車款為馬自達Laputa，關於車名「Kei」在日語中音同「輕」，乃是原廠希望此車款能樹立輕型車的標準。

## 歷史與概要
1998年 - 10月7日鈴木Kei正式問世（1型），全車系皆為三門設定，區分成搭載自然進氣的658c.c.直列三缸DOHC K6A型引擎的「C」入門款、搭載657c.c.直列三缸SOHC F6A型渦輪增壓引擎（附中冷器）的「G」和「X」車型、搭載658c.c.直列三缸DOHC K6A型渦輪增壓引擎（附中冷器）的「S」車型（配合四速自排變速箱，其餘自排車為三速設定）。除了「C」車型外，其他車型皆有全時四輪驅動設定；至於「X」、「S」則將煞車輔助系統與ABS防鎖死煞車系統列為標準配備。
1999年 - 2月4日推出以「X」車型為基準的特仕車「Kei Limted」，新增音響設備、助手席SRS安全氣囊等配備。同年3月10日追加五門車型，包含「G」、「X」的自排變速箱皆為四速設定，且全部皆為4WD。同年3月24日鈴木OEM代工的兄弟車款馬自達Laputa正式發售，兩者不論外觀或內裝完全一樣，差別只在廠徽銘牌而已。5月24日推出「Kei Special」特仕車，具有運動化套件。10月7日部分改良（2型），手排車增設離合起步安全功能，自排車改成四速自排變速箱，助手席增加SRS安全氣囊，五門車型新設「E」車型。12月18日推出特仕車「X Limited」，以「X」為基礎新增CD播放機、鋁合金輪框等配備。
2000年 - 原廠為了紀念創設80週年，5月18日發行特仕車「80週年紀念車EX」，以五門「E」車型額外增加收音機、免鑰匙感應門鎖系統（keyless entry system）、專用座椅表皮、4WD車型配置自動收折後視鏡等配備。10月12日再度部分改良（3型），變更進氣壩造型，廢除三門車型，「E」之前置前驅車型改成658c.c.直列三缸DOHC VVT K6A型引擎；「E」之4WD車型則搭載658c.c.直列三缸DOHC K6A型渦輪增壓引擎（附中冷器）。另外，新增具備空力套件的「Kei Sport」車型。
同年11月15日配合國際滑雪聯合會在日本舉辦自由花式滑雪賽而推出「FIS Freestyle World Cup Limited」特仕車，具備MD、CD播放功能的收音機、免鑰匙感應門鎖系統等配備。接下來陸續分別在2002年1月21日、2002年11月18日也發售同樣的特仕車。12月15日發售「Kei 21世紀紀念Special EX」，是為頂級車款。
2001年 - 4月17日第三度部分改良（4型），儀表板設計一新，並取得平成12年汽車廢氣排放標準之認定。新增「DJ」車型，具有專用前保桿、橫柵式進氣壩；「Kei Sport」車型可加價選購VST車身動態穩定系統。4月26日發售「Sport R」入門車型，乃以「Kei Sport」的2WD五速手排車為基礎，去除電動窗、保留空調系統，並將車身加以輕量化。
同年11月14日實施部分改良（5型），入門經濟款的「E」車型將雙前座安全氣囊列入標準配備，新增「N-1」車型，搭載強調中低速域馬力輸出的658c.c.直列三缸DOHC K6A型M-渦輪增壓引擎（附中冷器）。此外，著名時裝設計師山本寬齋擔綱設計的「up to you KANSAI」特仕車具有專用前保桿、進氣壩、鋁合金輪圈、側裙與尾翼、內裝座椅等。
2002年 - 5月22日推出「E Limited」特仕車，以「E」車型外加隔熱紙車窗、電動收折後視鏡等配備。11月12日再度部分改良（6型）水箱罩與保險桿重新設計，車室內增列後座頭枕，後座椅背除了可分離折疊外，更可獨立調整椅背傾斜角度。原隱藏在後行李廂底板內的格狀收納空間，改成可組合為野餐桌的多功能收納廂蓋，且整個置物格可拆卸清洗。此外新增運動化車款「Kei Works」，除搭載658c.c.直列三缸DOHC K6A型渦輪增壓引擎（附中冷器）外，另有四輪碟煞、LSD限滑差速器（2WD五速手排車）、新設計15吋鋁合金輪圈、雙前座Recaro賽車桶椅、專用水箱罩與前保桿、專用尾翼、專用霧燈等配備。
2003年 - 9月12日復部分改良（7型），整理車型為：搭載VVT K6A型引擎的「A」車型及K6A型M渦輪增壓引擎的「B Turbo」車型。
2004年 - 4月部分改良（8型），「A」車型符合平成17年汽車廢氣排放標準。
2005年 - 5月9日推出特仕車「B Turbo Special」，增加電動收折後視鏡、MD/CD播放功能的收音機、鋁合金輪框等配備。同年12月停止供應給馬自達，雙生車款馬自達Laputa停產。
2006年 - 4月11日再次部分改良（9型），全車系新增大燈投射角度調節裝置、助手席椅背置物袋。「A」和「B Turbo」二種車型的水箱罩與保險桿重新設計，並將電動收折後視鏡納入標準配備。變更CD音響的外型，「Kei Works」新增車色塗裝。
2007年 - 6月再度部分改良（10型），取消部分車色，「B Turbo」車型的最大馬力調成64ps。
2009年 - 6月停產「Kei Works」的自排車型，同年9月30日該車系正式停產。

### 安全性召回
由於點火開關的瑕疵問題，原廠於2015年4月22日針對1998年至2009年間出廠的鈴木Kei發出安全性召回。針對發動引擎時點火開關附近冒煙、發出惡臭、轉動鑰匙卻長時間難以發動的情形的車輛，由於點火開關接著部位使用不適當的黏膠，轉動鑰匙發動引擎所產生的熱使得黏膠炭化，長久下來因黏膠絕緣性變低、接著部位磨耗導致金屬粉堆積，於是可能導致黏膠冒煙發臭，最嚴重的狀況可能引起火災。因應此一缺失，原廠將免費更換新的點火開關。

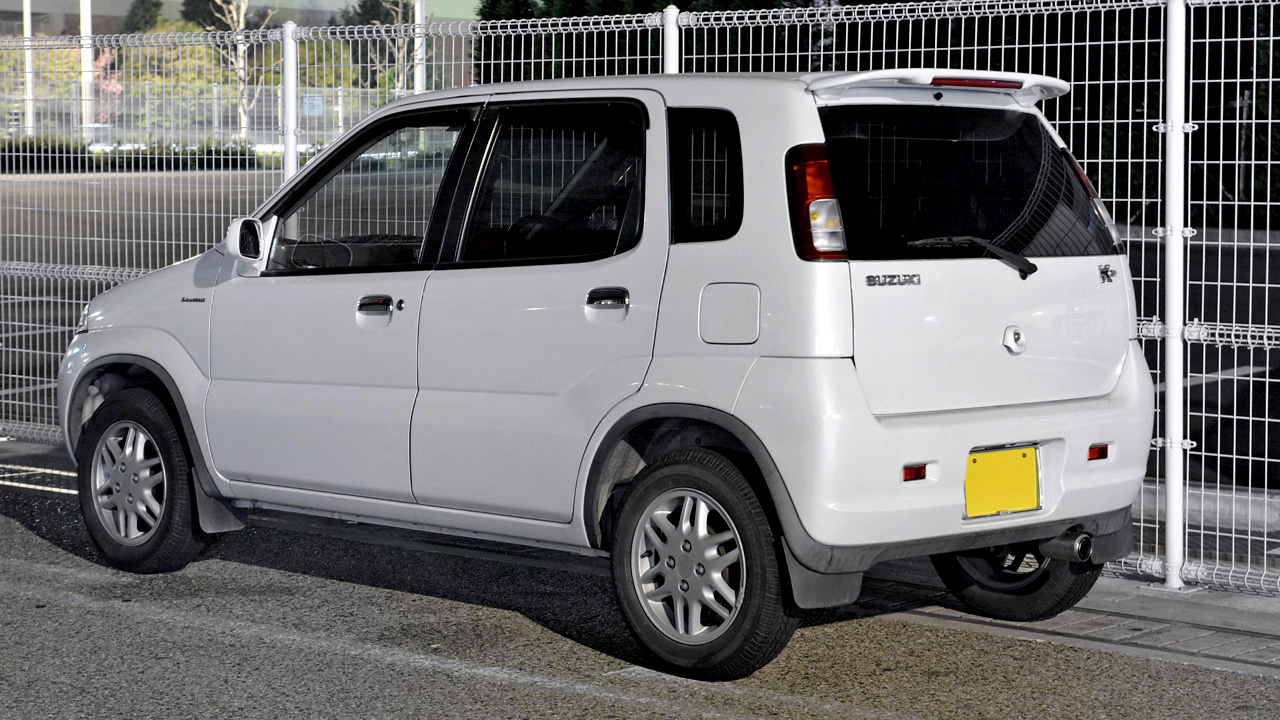
前期型車尾
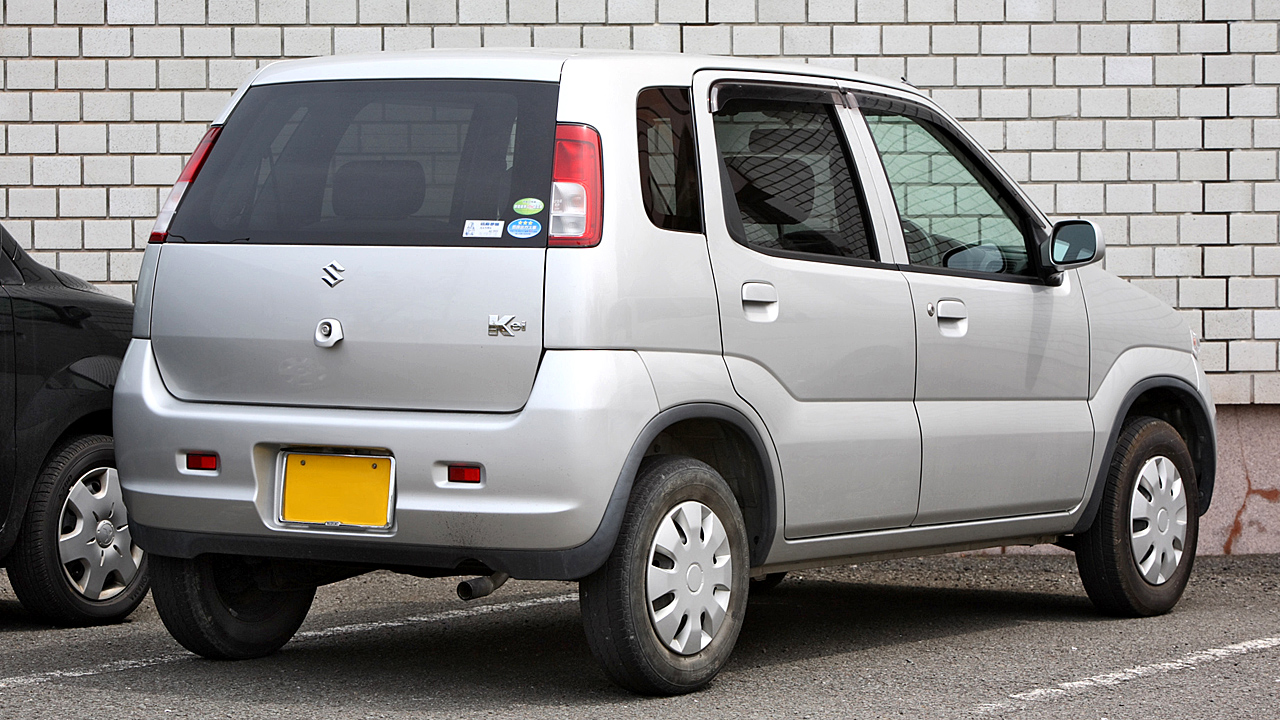
後期型車尾
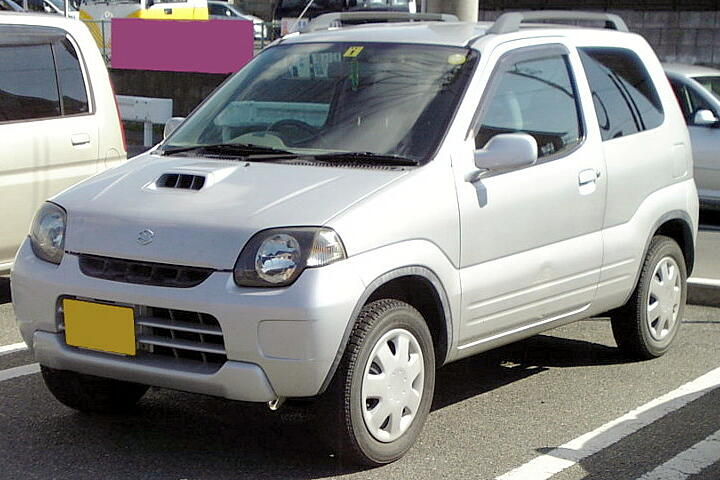
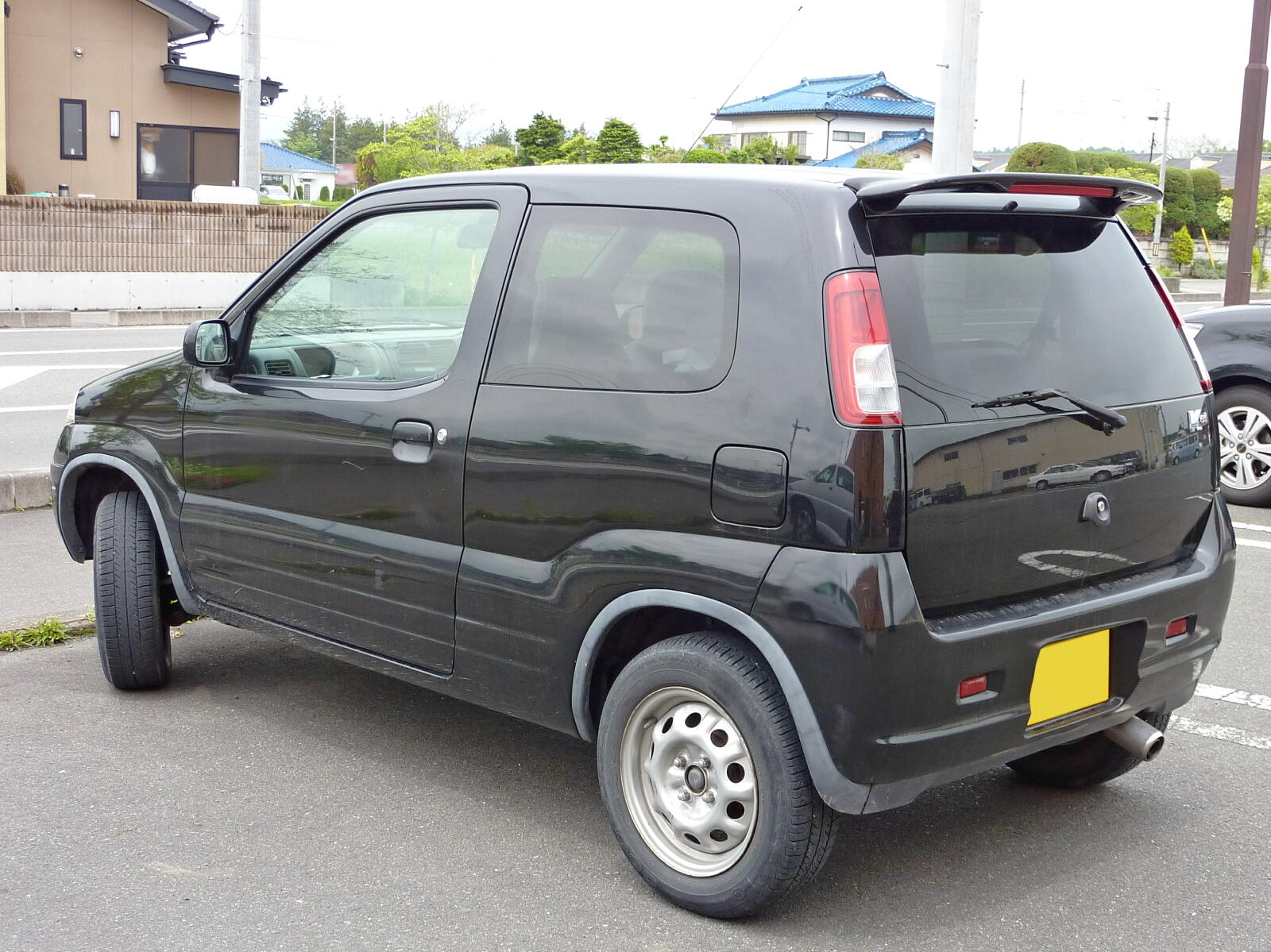
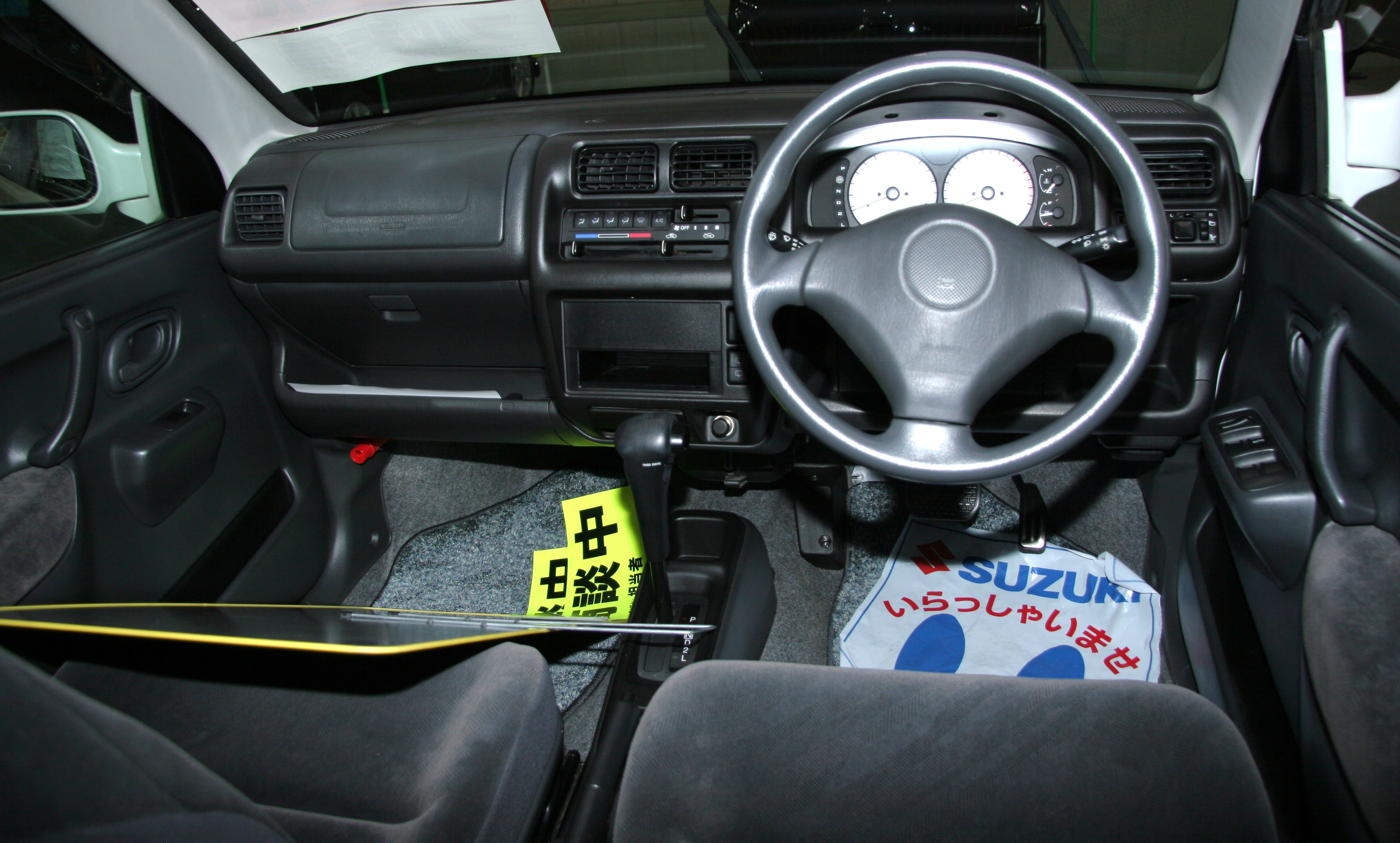
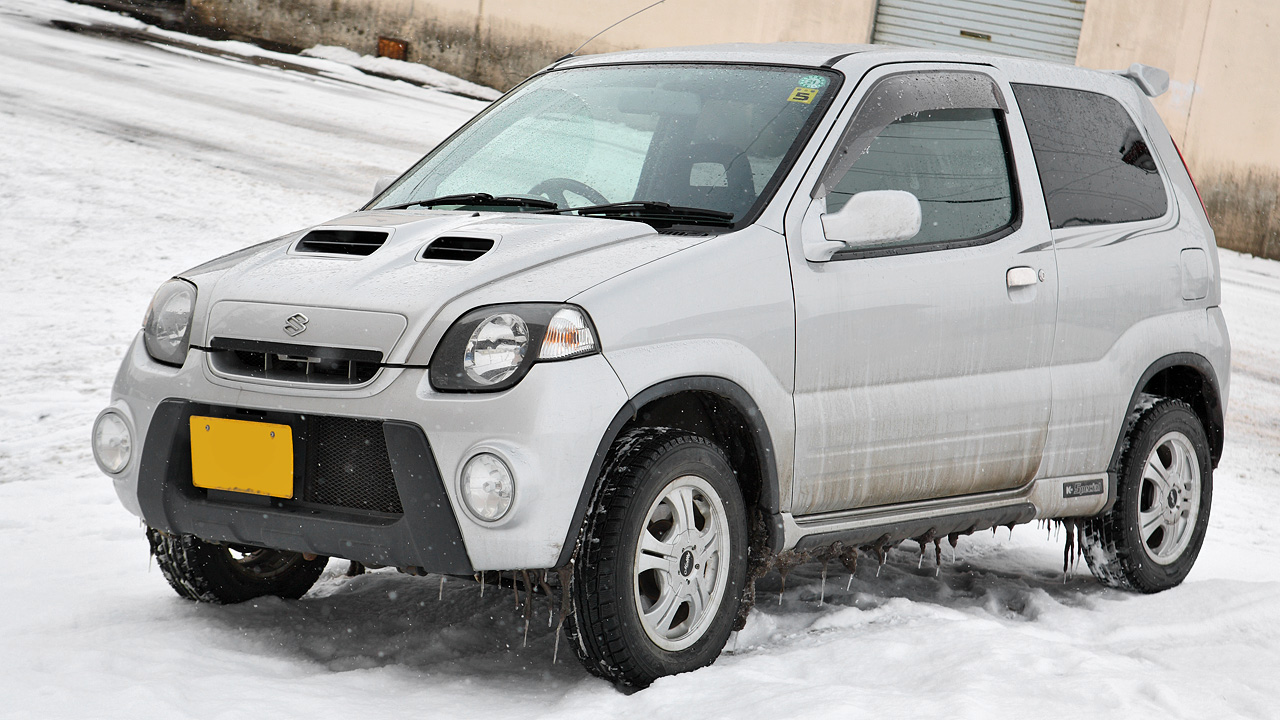
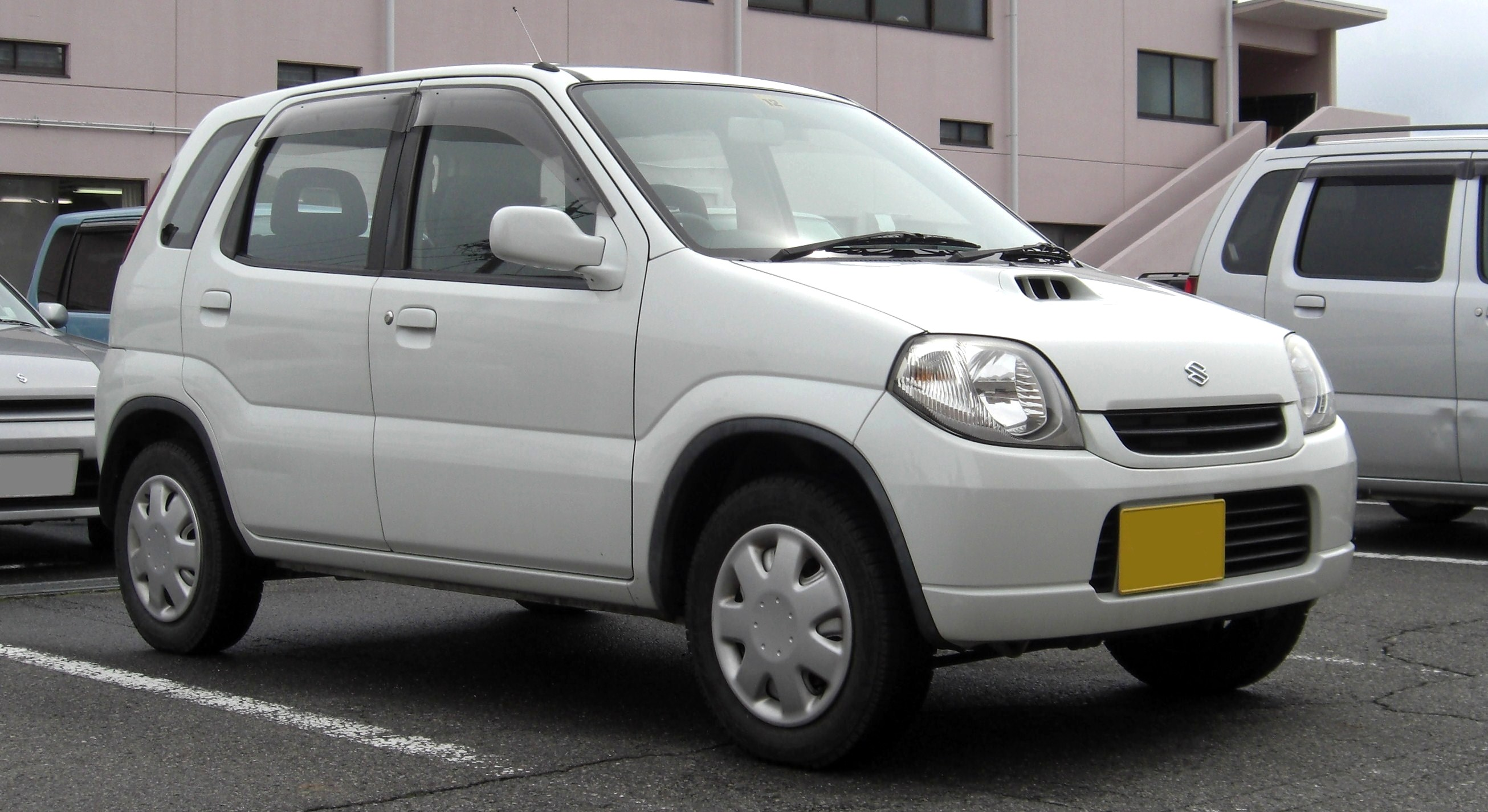
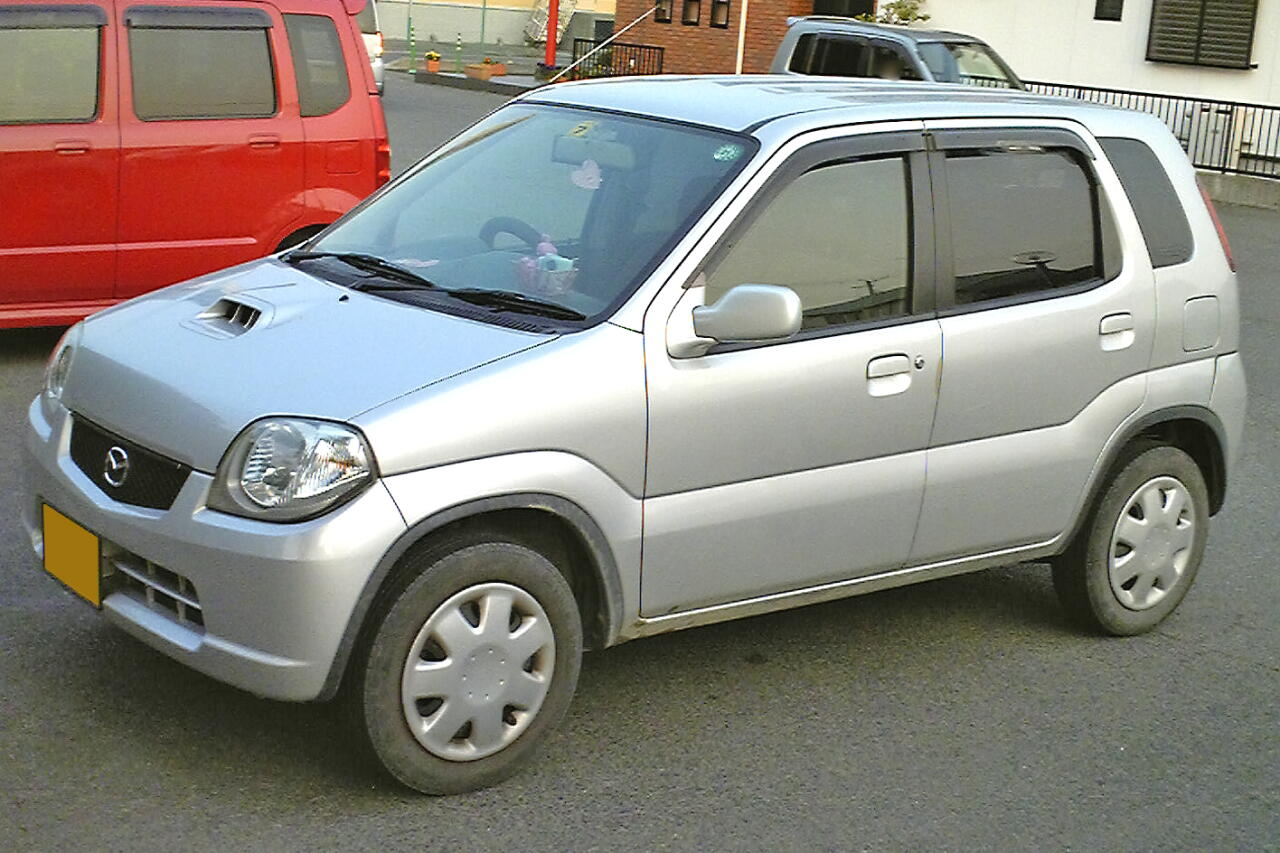
兄弟車馬自達Laputa
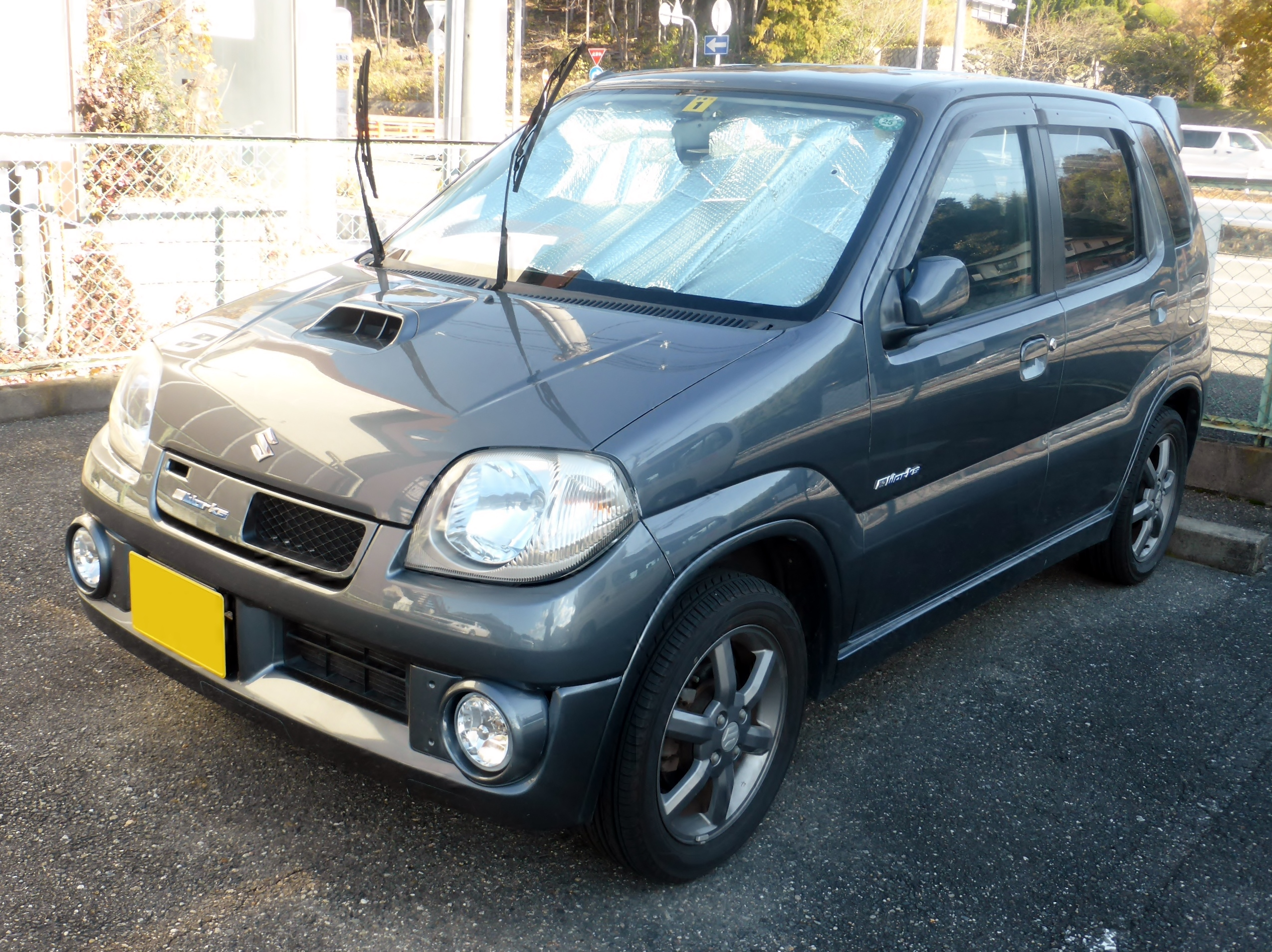
Kei Works車頭
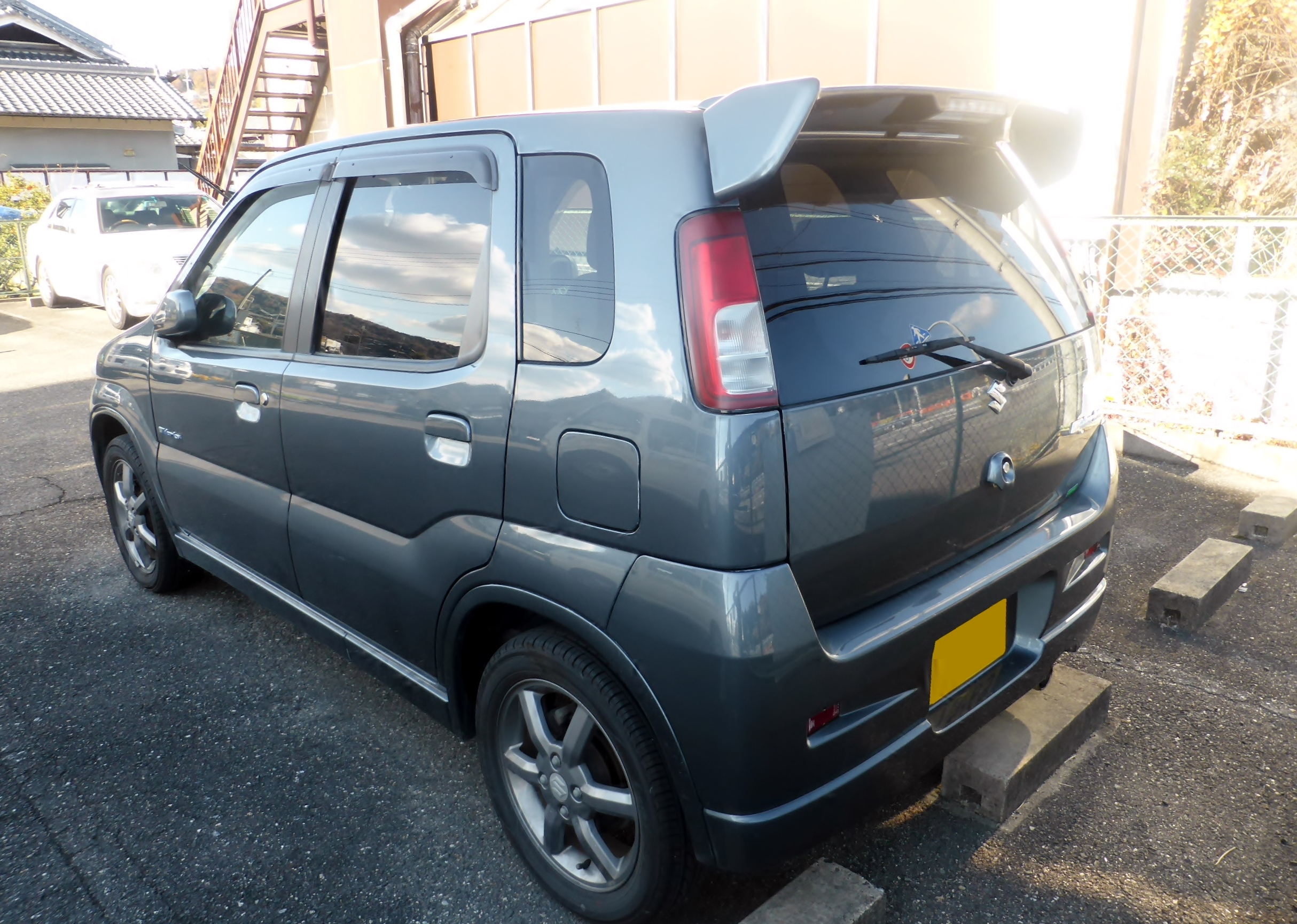
Kei Works車尾

## 外部連結
- （日語）Motor Days: 新車試乗記 第249回 スズキ Kei ワークス （页面存档备份，存于）
- 鈴木代工小型休旅車Mazda Laputa與Suzuki Kei雙雙小改迎接市場挑戰 （页面存档备份，存于）